# Belagerung von Boston
Lexington und Concord – Boston – Bunker Hill – Long Island – Kips Bay – Harlem Heights – Pell’s Point – Mamaroneck – White Plains – Fort Washington – Iron Works Hill – Trenton – Assunpink Creek – Princeton – Millstone
Die Belagerung von Boston vom 19. April 1775 bis zum 17. März 1776 war die Eröffnungsphase des aktiven Amerikanischen Unabhängigkeitskrieges, in der Milizen aus Neu England die Stadt Boston belagerten, um militärische Bewegungen der darin befindlichen britischen Armee zu verhindern. Obwohl die Belagerung nur mäßig erfolgreich war, gelang es den amerikanischen Truppen unter George Washington nach elf Monaten die Briten zum Rückzug aus der Stadt zu zwingen. Das bedeutendste Einzelereignis der Belagerung war die Schlacht von Bunker Hill, während sie selbst als längster Konflikt innerhalb des Krieges gilt. Sie spielte eine wichtige Rolle bei der Bildung der Continental Army und förderte die Einigkeit der Kolonien.

## Geschichte

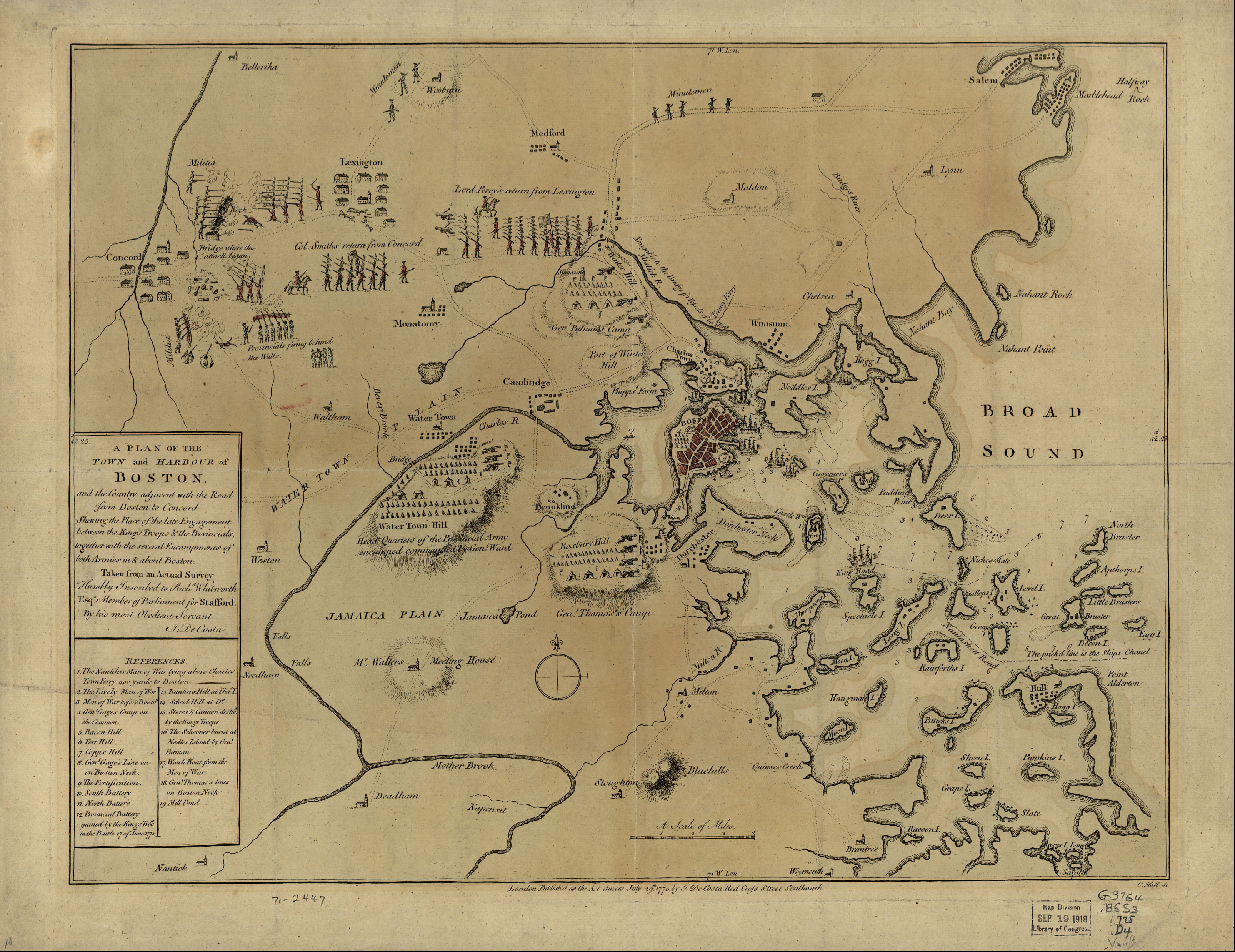
Belagerung von Boston

Die Belagerung begann in der Nacht nach der Schlacht von Lexington und Concord, als die amerikanischen Streitkräfte die Briten bis nach Boston verfolgten und die Landenge der Halbinsel besetzten, auf der sich Boston befindet.
Zunächst hatte General Artemas Ward als Kommandeur der Milizen Massachusetts die Aufsicht über die Belagerung. Er richtete sein Hauptquartier in Cambridge ein und positionierte seine Streitkräfte in Charlestown Neck, Roxbury und den Höhen von Dorchester. Anfangs standen die 6.000 bis 8.000 amerikanischen Rebellen etwa 4.000 britischen Soldaten unter General Thomas Gage, der auch Gouverneur der Province of Massachusetts Bay war, gegenüber, die in der Stadt eingeschlossen waren.
Nach engerer Definition wurden die Briten nicht belagert, da die britische Marine den Hafen kontrollierte und Nachschub per Schiff geliefert werden konnte. Trotzdem waren Stadt und Armee auf Notrationen gesetzt, beispielsweise stand gepökeltes Schweinefleisch auf dem Speiseplan und die Preise stiegen schnell an. Durch die Besetzung der vor der Stadt liegenden Hügel hatten die Amerikaner einen guten Einblick in die Vorgänge innerhalb der Stadt, während General Gage keine verlässlichen Informationen über die Aktivitäten der Rebellen erhielt.
Am 25. Mai erhielt Gage mehr als 4.500 Mann Verstärkung und drei neue Generale: Generalmajor William Howe und die Brigadegenerale John Burgoyne und Henry Clinton. Daraufhin begann er mit Planungen um die Belagerung zu durchbrechen. Am 15. Juni erfuhr das amerikanische Sicherheitskomitee von den Plänen, die Dorchesterhöhen und die Basis auf der Charlestown-Halbinsel anzugreifen. Das Komitee befahl General Ward Bunker Hill und die Höhen zu befestigen. Ward gab den Befehl an William Prescott weiter, dennoch schafften es britische Streitkräfte am 17. Juni unter General Howe, die Charlestown-Halbinsel in der Schlacht von Bunker Hill zu besetzen. Obwohl die Briten ihr Ziel erreichen konnten, gelang es ihnen nicht, die Belagerung zu durchbrechen, da die Amerikaner die Landenge der Halbinsel halten konnten. Die britischen Verluste waren so schwer, dass es keine weiteren direkten Angriffe auf die amerikanischen Streitkräfte mehr gab, es entstand eine Pattsituation.
Am 3. Juli traf George Washington ein, um in der neuen Continental Army zu dienen. Streitkräfte und Nachschub kamen unter anderem auch aus Maryland. Es wurden Gräben an der Landenge von Dorchester ausgehoben und in Richtung Boston erweitert. Washington eroberte Bunker Hill und Breed’s Hill ohne Gegenwehr zurück. Diese Aktivitäten hatten jedoch wenig Auswirkung auf die britische Besatzung.
Im Winter von 1775/1776 benutzten Henry Knox und seine Ingenieure Schlitten, um die schweren Kanonen, die in Fort Ticonderoga eingeschlossen gewesen waren, nach Boston zu transportieren. Sie wurden über den zugefrorenen Connecticut River gebracht und trafen im März in der Stadt ein. Die bislang so wichtige britische Flotte brachte während des Winters keinen Vorteil mehr, da sie in einem flachen Hafen ankern musste, nur noch begrenzt navigieren konnte und unter amerikanischen Kanonenfeuer von den Dorchesterhöhen lag, die unter General John Thomas befestigt worden waren.
Die Belagerung endete, als die Briten am 17. März 1776 Segel in Richtung Halifax setzten. Die Milizen kehrten nach Hause zurück und im April verwendete Washington den größten Teil der Continental Army zur Befestigung von New York City.

## Gedenkstätte
An die Schlacht erinnert das Longfellow House–Washington’s Headquarters National Historic Site in Cambridge, das Haus in dem Washington von Juli 1775 bis April 1776 sein Hauptquartier eingerichtet hatte. Es wurde später Wohnhaus des Dichters Henry Wadsworth Longfellow und ist seit 1966 Nationale Gedenkstätte für die Belagerung von Boston und zugleich zu Leben und Werk Longfellows.